# Latham 43
El Latham 43 fue un avión bombardero construido en Francia en la década de 1920 para servir en la Marina francesa. Era un diseño convencional para su época: un biplano de dos alas no escalonadas y motores montados a la manera de tractores, con puntales de agarre, en el entreplano de los aviones. El piloto iba sentado en una cabina abierta, con un artillero en posición de arco abierto, y otro en una posición abierta en la parte media del avión.
Dos unidades, designadas como «Latham 42» propulsados por motores «Vee» refrigerados por agua, fueron evaluados por la armada en 1924, lo que llevó a un contrato de construcción de 18 aviones propulsados por motores radiales refrigerados por aire. Designados Latham 43 por el fabricante y HB.3 por el servicio naval por ser Hidroavion de bombardeo de 3 plazas. Permanecieron en servicio entre 1926 y 1929.
Otras ocho unidades con el motor original refrigerado por agua fueron vendidas a Polonia.

## Variantes
- Prototipos con motores Lorraine 12Da (2 construidos).
- Versión de producción para Francia con motores Gnome et Rhône 9Aa (18 construidos)
- Versión de producción para Polonia con motores Lorraine (8 construidos).

## Operadores
Francia
- Aéronavale
  - Alparilla 4R1
  - Alparilla 5R1

 Polonia
- Aviación naval polaca
  - Morski Dywizjon Lotniczy con base en  Puck

## Especificaciones (versión de producción francesa)

### Características generales
- Tripulación: Tres
- Longitud: 15,60 m (61 pies 2 pulgadas)
- Envergadura: 22.50 m (73 pies 10 pulgadas)
- Altura: 5.40 m (17 pies 9 pulgadas)
- Área de ala: 125 m² (1,345 ft 2 )
- Peso en vacío: 3460 kg (7,610 lb)
- Peso bruto: 5390 kg (11,860 lb)
- Central eléctrica : 2 × Gnome et Rhône 9Aa , 280 kW (380 CV) cada una

### Actuación
- Velocidad máxima: 160 km/h (100 mph)
- Rango: 800 km (500 millas)
- Techo de servicio: 4600 m (15,100 ft) Armamento
- 1 × ametralladora .303 entrenable en posición abierta en arco
- 1 × ametralladora .303 entrenable en posición abierta en medio del avión
- 400 kg (880 lb) de bombas